# Превлака
Превлака је полуострво између Витаљине и Оштрог рта, на улазу у Боку которску; погрешан назив за Оштри рт. Налази се са лијеве стране на уласку у Бококоторски залив. Дуга је 2.600 m и широка 150–500 m, са површином од око 1 km². Ненасељена је и обрасла макијом. У саставу Дубровачке републике је била до почетка 19. вијека. Од 1815. до 1918. године је у саставу Хабзбуршке монархије (која на њој гради фортификацијске објекте) а затим у саставу Краљевине СХС/Југославије. Послије 1945. године припала је Хрватској. Приликом распада СФРЈ, почетком 90-их година 20. вијека, она се појавила као спорно питање између СР Југославије и Хрватске, а један период и као проблем од међународног значаја (па су на истој биле стациониране међународне мировне војне снаге). Копнена област припада Хрватској, док је по привременом споразуму из 2002. приобални појас под заједничком надлежношћу Хрватске и Црне Горе. Оштри рт Лазар Томановић назива се рт Кобила. Данас се тако зове гранични прелаз на црногорској страни, између Црне Горе и Хрватске.

## Галерија
- Поглед на Превлаку из дворишта српске православне цркве Светог архангела Михаила, Клинци, Луштица
- Поглед на Превлаку испред дворишта српске православне цркве Светог Трифуна, Клинци, Луштица
- Поглед на Превлаку из дворишта српске православне цркве Светог Трифуна, Клинци, Луштица
- Поглед на Превлаку из дворишта српске православне цркве Светог Трифуна, Клинци, Луштица